# Institutt for musikk
Institutt for musikk vid NTNU upprättades den 1 september 2002 efter en sammanslagning av Musikkvitenskapelig institutt och Musikkonservatoriet i Trondheim.

## Historia
Musikkvitenskapelig institutt upprättades år 1962 och var då en del av Norges Lærerhøgskole.
Musikkonservatoriet upprättades 1911 och hette då Trondhjems musikskole, som var en privatägd musikskola. År 1973 blev denna uppdelad i Trondheim kommunale musikkskole och Trøndelag musikkonservatorium.
Efter ett kort uppehåll i Høgskolen i Sør-Trøndelag blev konservatoriet, nu under namnet Musikkonservatoriet i Trondheim, inkluderat i NTNU vid uppstarten 1996.